# Orde van de Republiek van de Gambia

Lint

De Orde van de Republiek van de Gambia (Engels: "Order of the Republic of the Gambia") werd in 1972 ingesteld. De orde heeft vijf graden en de leden mogen, naar Britse trant, letters achter hun naam plaatsen.
- Grootcommandeur (Grand Commander): na de naam mag men de letters GCRG voeren.
- Grootofficier (Grand Officer): na de naam mag men de letters GORG voeren.
- Commandeur (Commander): na de naam mag men de letters CRG voeren.
- Officier (Officer): na de naam mag men de letters ORG voeren.
- Lid (Member): na de naam mag men de letters MRG voeren.

Aan de orde is een medaille verbonden. Na de naam mag men de letters RMG voeren.
Het kleinood is een wit geëmailleerd gouden kruis met vijf armen en tien punten. In het centrale medaillon is de vlag afgebeeld.
Het lint heeft de kleuren van de vlag en is groen-blauw-rood met tussen de banen een smalle witte streep. De ster is van goud en draagt tien leeuwen rond het kruis. Op de ster is een helmteken in Europese heraldische stijl boven het kruis aangebracht. Het medaillon op de ster draagt de kleuren van de vlag en de twee gekruiste bijlen uit het wapen van de Gambia.

## Decorati
- Mohammed VI van Marokko, (Grootcommandeur)